# Prix littéraires 1992
Liste des prix littéraires décernés au cours de l'année 1992 :

## Prix internationaux
- Prix Nobel de littérature : Derek Walcott, poète, dramaturge et artiste saint-lucien[1]
- Grand prix de littérature du Conseil nordique : Fríða Á. Sigurðardóttir (Islande) pour Meðan nóttin liður[2],[3]
- Grand prix littéraire d'Afrique noire : Patrick Ilboudo (Burkina Faso) pour Le Héraut têtu[4]
- Prix Carbet de la Caraïbe et du Tout-Monde : Daniel Boukman (France) pour Pawol bwa sèk
- Prix Tropiques : Éric de Rosny (France) pour L'Afrique des guérisons
- Prix Eeva-Joenpelto : Olof Lagercrantz (Suède)
- Neustadt International Prize for Literature : João Cabral de Melo Neto (Brésil)

## Allemagne
- Prix Georg-Büchner : George Tabori, scénariste, acteur et réalisateur hongrois[5]
- Prix Heinrich Böll : Hans Joachim Schädlich[6]
- Prix Friedrich Hölderlin (Bad Homburg) : Hilde Domin[7]

## Belgique
- Prix Victor-Rossel : Jean-Luc Outers, Corps de métier
- Prix de littérature française de la Ville de Tournai : François Emmanuel, La Nuit d'obsidienne

## Canada
- Grand prix du livre de Montréal : Anne-Élaine Cliche pour La Pisseuse
- Médaille de l'Académie des lettres du Québec : Gilles Vigneault
- Prix Athanase-David : André Major
- Prix du Gouverneur général :
  - Catégorie « Romans et nouvelles de langue anglaise » : Michael Ondaatje pour The English Patient (L'Homme flambé)
  - Catégorie « Romans et nouvelles de langue française » : Anne Hébert pour L'Enfant chargé de songes
  - Catégorie « Poésie de langue anglaise » : Lorna Crozier pour Inventing the Hawk
  - Catégorie « Poésie de langue française » : Gilles Cyr pour Andromède attendra
  - Catégorie « Théâtre de langue anglaise » : John Mighton pour Possible Worlds and A Short History of Night
  - Catégorie « Théâtre de langue française » : Louis-Dominique Lavigne pour Les Petits Orteils
  - Catégorie « Études et essais de langue anglaise » : Maggie Siggins pour Revenge of the Land: A Century of Greed, Tragedy and Murder on a Saskatchewan Farm
  - Catégorie « Études et essais de langue française » : Pierre Turgeon pour La Radissonie. Le pays de la baie James
- Prix Jean-Hamelin : Pierre Morency pour Lumière des oiseaux
- Prix Robert-Cliche : Gabrielle Gourdeau pour Maria Chapdelaine ou le paradis retrouvé

## Chili
- Prix national de Littérature : Gonzalo Rojas (1917-2011)

## Corée du Sud
- Prix de l'Association des poètes coréens : Bak Seong-nyong pour 동백꽃
- Prix Dong-in : Ch'oe Yun pour Le bonhomme de neige gris
- Prix de littérature contemporaine (Hyundae Munhak) :
  - Catégorie « Poésie » : Kang Eun-gyo pour 그대의 들」 외
  - Catégorie « Roman » : Yi Mun-yol pour 시인과 도둑」 『시인
  - Catégorie « Critique » : Lee Namho
- Prix Jeong Ji-yong : Oh Sae-young pour 龜龍寺詩篇. 겨울노래
- Prix Kim Soo-young : Jang Seoknam pour Une volée d'oiseaux
- Prix de poésie Sowol : Kim MyungIn pour 화엄에 오르다
- Prix Woltan : Gu In-hwan pour 장편동트는 여명
- Prix Yi Sang : Yang Gui-ja pour Les fleurs cachées

## Danemark
- Prix Hans Christian Andersen : Virginia Hamilton (USA)

## Espagne
- Prix Cervantes : Dulce María Loynaz, pour l'ensemble de son œuvre
- Prix Prince des Asturies : Francisco Morales Nieva
- Prix Nadal : Alejandro Gándara (es), pour Ciegas esperanzas
- Prix Planeta : Fernando Sánchez Dragó, pour La prueba del laberinto
- Prix national des Lettres espagnoles : José Jiménez Lozano
- Prix national de littérature narrative : Antonio Muñoz Molina, pour El jinete polaco (novela) (es)
- Prix national de Poésie : Basilio Fernández López (es), pour Poemas 1927–1987
- Prix national d'Essai : Emilio Lledó, pour El silencio de la escritura
- Prix national de Littérature dramatique : Francisco Nieva (es), pour El manuscrito encontrado en Zaragoza[8]
- Prix national de Littérature infantile et juvénile : Carmen Vázquez-Vigo (es), pour Un monstruo en el armario
- Prix Adonáis de Poésie : Juan Antonio Marín Alba, pour El horizonte de la noche
- Prix Anagrama : José Antonio Marina (es), pour Deseo de ser piel roja. Novela familiar
- Prix Loewe : Felipe Benítez Reyes (es), pour Sombras particulares
- Prix de la nouvelle courte Casino Mieres : Óscar Muñiz Martín (es), pour La Pólvora y la Sangre
- Prix d'honneur des lettres catalanes : Joan Triadú i Font (pédagogue)
- Journée des lettres galiciennes : Fermín Bouza-Brey
- Prix de la critique Serra d'Or :
  - Enric Vicent Sòria i Parra, pour Mentre parlem, journal.
  - Ferran Carbó Aguilar (ca), pour Introducció a la poesía de Joan Vinyoli, étude littéraire.
  - Manuel de Pedrolo, pour Darrers diaris inèdits. Blocs 1988-1990, biographie/mémoire.
  - Antoni Marí i Muñoz (es), pour El vas de plataa, recueil de nouvelles.
  - Jaume Cabré, pour Senyoria, roman.
  - Enric Casasses i Figueres, pour La cosa aquella, recueil de poésie.

## États-Unis
- National Book Award :
  - Catégorie « Fiction » : Cormac McCarthy pour All the Pretty Horses (De si jolis chevaux)
  - Catégorie « Essais» : Paul Monette pour Becoming a Man: Half a Life Story
  - Catégorie « Poésie » : Mary Oliver pour New and Selected Poems
- National Book Award :
- Prix Agatha :
  - Catégorie « Meilleur roman » : Nancy Pickard, pour L.O.U.
  - Catégorie « Meilleure nouvelle » :
- Prix Hugo :
  - Prix Hugo du meilleur roman : Barrayar (Barrayar) par Lois McMaster Bujold
  - Prix Hugo du meilleur roman court : L'une rêve et l'autre pas (Beggars in Spain) par Nancy Kress
  - Prix Hugo de la meilleure nouvelle longue : Un sujet en or (Gold) par Isaac Asimov
  - Prix Hugo de la meilleure nouvelle courte : Marche au soleil (A Walk in the Sun) par Geoffrey A. Landis
- Prix Locus :
  - Prix Locus du meilleur roman de science-fiction : Barrayar (Barrayar) par Lois McMaster Bujold
  - Prix Locus du meilleur roman de fantasy : La Belle endormie (Beauty) par Sheri S. Tepper
  - Prix Locus du meilleur roman d'horreur : Nuit d'été (Summer of Night) par Dan Simmons
  - Prix Locus du meilleur premier roman : Brèche vers l'Enfer (The Cipher) par Kathe Koja
  - Prix Locus du meilleur roman court : La Galerie de ses rêves (The Gallery of His Dreams) par Kristine Kathryn Rusch
  - Prix Locus de la meilleure nouvelle longue : Tous les enfants de Dracula (All Dracula's Children) par Dan Simmons
  - Prix Locus de la meilleure nouvelle courte : Buffalo par John Kessel
  - Prix Locus du meilleur recueil de nouvelles : Night of the Cooters: More Neat Stories par Howard Waldrop
- Prix Nebula :
  - Prix Nebula du meilleur roman : Le Grand Livre (Doomsday Book) par Connie Willis
  - Prix Nebula du meilleur roman court : Cité de vérité (City of Truth) par James Morrow
  - Prix Nebula de la meilleure nouvelle longue : Danny Goes to Mars par Pamela Sargent
  - Prix Nebula de la meilleure nouvelle courte : Même Sa Majesté (Even the Queen) par Connie Willis
- Prix Pulitzer :
  - Catégorie « Fiction » : Jane Smiley pour A Thousand Acres (L'Exploitation)
  - Catégorie « Biographie et Autobiographie » : Lewis B. Puller pour Fortunate Son
  - Catégorie « Essai » : Daniel Yergin pour The Prize: The Epic Quest for Oil, Money, and Power (Les hommes du pétrole)
  - Catégorie « Histoire » : Mark E. Neely Jr. pour The Fate of Liberty: Abraham Lincoln and Civil Liberties
  - Catégorie « Poésie » : James Tate pour Selected Poems
  - Catégorie « Théâtre » : Robert Schenkkan (en) pour The Kentucky Cycle

## Finlande
- Prix Aleksis-Kivi : non décerné
- Prix Kalevi-Jäntti : Leena Lander pour Tummien perhosten koti
- Prix Eino-Leino : Jaan Kaplinski
- Prix national de littérature : Ulla-Lena Lundberg pour Stora Världen, Reijo Rinnekangas pour Kuu karkaa
- Prix littéraire de la ville de Tampere : Erno Paasilinna pour Nuoruusaikoja, Juice Leskinen pour Räkä ja roiskis
- Prix Tollander : Mikael Enckell
- Prix Rudolf-Koivu : non décerné
- Prix Topelius : Kirsi Kunnas pour Tiitiäisen pippurimylly
- Prix Mikael-Agricola : Pertti Nieminen
- Médaille Anni-Swan : non décerné
- Prix d'écriture Juhana-Heikki-Erkko : Jari Järvelä
- Prix Juhana-Heikki-Erkko : Jouni Inkala pour Tässä sen reuna
- Médaille Kiitos kirjasta : Leena Lander pour Tummien perhosten koti
- Prix Arvid-Lydecken : Ritva Toivola pour Panssarimyyrä
- Prix Kaarle : Sakari Issakainen
- Prix Pehr-Evind-Svinhufvud : Pertti Kilkki
- Prix du grand club du livre finlandais : Rakel Liehu
- Prix Pirkanmaan-Plättä : Kaisa Ikola pour Hullu luokka rakastuu
- Prix Väinö Linna : non décerné
- Prix Pääskynen : non décerné
- Prix Atorox : Risto Isomäki pour Puu
- Prix Finlandia : Leena Krohn pour Matemaattisia olioita tai jaettuja unia
- Prix Pikku-Finlandia : Janne Suutarinen (fi)
- Prix Lea : non décerné
- Prix Tieto-Finlandia : Jukka Salo (fi) pour Amazonia
- Prix Tähtivaeltaja : William Gibson pour Neuromancien
- Prix Eeva-Joenpelto : Olof Lagercrantz
- Prix Runeberg : Lars Sund pour Colorado Avenue
- Prix Vuoden johtolanka : Markku Ropponen (fi) pour Kuolemanuni

## France
- Prix Goncourt : Patrick Chamoiseau, Texaco, Paris, Gallimard
  - Prix Goncourt du premier roman : Nita Rousseau pour Les Iris bleus
  - Prix Goncourt des lycéens : Eduardo Manet, L'Île du lézard vert, Paris, éditions du Seuil
- Prix Médicis : Michel Rio, Tlacuilo, Paris, éditions du Seuil
  - Prix Médicis étranger : Louis Begley (États-Unis) (trad. Mirèse Akar), Une éducation polonaise [« Wartime Lies »], Paris, Grasset
  - Prix Médicis essai : Le Nouvel Ordre écologique de Luc Ferry
- Prix Femina : Anne-Marie Garat, Aden, Paris, éditions du Seuil
  - Prix Femina étranger : Love, etc. de Julian Barnes, éditions Denoël
- Prix Renaudot : François Weyergans, La Démence du boxeur, Paris, Grasset
- Prix Interallié : Dominique Bona, Malika, Paris, Mercure de France
- Grand prix du roman de l'Académie française : Franz-Olivier Giesbert, L'Affreux, Paris, Grasset
- Grand prix de la francophonie : Khac Vien Nguyen
- Prix des Deux-Magots : Bruno Racine, Au péril de la mer, Paris, Grasset
- Prix du Roman populiste : Pierre Mezinski pour Simon Rouverin : le forçat du canal
- Prix France Culture : Soleil dans une pièce vide de Claude Esteban
- Prix du Livre Inter : Agota Kristof, Le Troisième Mensonge, Paris, éditions du Seuil
- Grand prix RTL-Lire : La Nuit des hulottes de Gilbert Bordes
- Grand prix de l'Imaginaire :
  - Catégorie « Roman » : Joël Houssin, Le Temps du twist, Paris, Denoël
  - Catégorie « Roman étranger » : Robert McCammon, auteur anglais, L'Heure du loup, Paris, Pocket
  - Catégorie « Roman pour la jeunesse » : Yves Coppens et Pierre Pelot, Le rêve de Lucy, Paris, éditions du Seuil
  - Catégorie « Nouvelle » : Alain Dorémieux, « M'éveiller à nouveau près de toi, mon amour »
- Grand prix des lectrices de Elle :
  - Catégorie « Roman » : Nicolas Bréhal, Sonate au clair de Lune, Paris, Mercure de France
- Prix Novembre : La Chasse aux trésors de Henri Thomas et Regardez la neige qui tombe de Roger Grenier
- Prix Valery-Larbaud : Nicolas Bréhal, Sonate au clair de Lune, Paris, Mercure de France
- Prix du Quai des Orfèvres : Louis-Marie Brézac, Razzia sur l'antique, Paris, Fayard
- Prix des libraires : Ayez pitié du cœur des hommes d'Eve de Castro
- Prix mondial Cino-Del-Duca : Ismail Kadare

## Italie
- Prix Strega : Vincenzo Consolo, Nottetempo, casa per casa (Mondadori)
- Prix Bagutta : Giorgio Bocca, Il provinciale, (Mondadori)
- Prix Campiello : Sergio Maldini, La casa a Nord-Est
- Prix Malaparte : Susan Sontag
- Prix Napoli : Luca Doninelli (it), La revoca (Garzanti)
- Prix Viareggio : Luigi Malerba, Le pietre volanti

## Maroc
- Prix du Maroc du livre :
  - Catégorie « Création littéraire » : Mohamed Bennis

## Monaco
- Prix Prince-Pierre-de-Monaco : Hector Bianciotti

## Norvège
- Prix Brage :
  - Catégorie « Fiction pour adultes » : Karsten Alnæs, Trollbyen
  - Catégorie « Livre pour les enfants et la jeunesse » : Ragnar Hovland, Ein motorsykkel i natta
  - Catégorie « Livre de non-fiction » : Arne Forsgren, Rockleksikon
  - Catégorie « Poésie » : Paal-Helge Haugen, Sone 0
  - Catégorie « Littérature générale » : Ida Blom, Cappelens kvinnehistorie
  - Catégorie « Prix d'honneur » : Sigmund Skard

## Royaume-Uni
- Prix Booker : Michael Ondaatje pour The English Patient (L'Homme flambé) et Barry Unsworth pour Sacred Hunger (Le Nègre du paradis)
- Prix James Tait Black :
  - Fiction : Rose Tremain pour Sacred Country (Le Royaume interdit)
  - Biographie : Charles Nicholl pour The Reckoning: The Murder of Christopher Marlowe
- Prix WH Smith : Thomas Pakenham pour The Scramble for Africa
- Prix John-Llewellyn-Rhys : Douce Tamise (Sweet Thames) de Matthew Kneale
- Médaille Carnegie : Anne Fine pour Flour Babies
- Prix Rose-Mary-Crawshay : Antonia Forster pour Book Reviews in England, 1749-1774
- Prix Somerset-Maugham : Geoff Dyer pour But Beautiful: A Book About Jazz pour, Lawrence Norfolk pour Lemprière's Dictionary

## Russie
- Prix Booker russe : Mark Kharitonov pour La Ligne du destin, ou la mallette de Milachevitch[9]

## Suisse
- Prix Lipp Suisse : Claude Delarue pour Le Triomphe des Eléphants, Seuil
- Prix Schiller :
  - Grand Prix : Hugo Loetscher[10]
  - Prix : Gisèle Ansorge pour Les Tourterelles du Caire[11]